# Domare Claire Lewis
Domare Claire Lewis (originaltitel: Ar y Ffin) är en brittisk dramaserie vars första säsong hade premiär den 29 december 2024 på BBC. Första säsongen som består av sex avsnitt är skapad av Hannah Daniel och Georgia Lee.

## Handling
Serien handlar om domare Claire Lewis Jones som ställs inför ett svårt dilemma när hennes dotters vän blir åtalad. Samtidigt dyker en bekant från förr upp och det dröjer inte länge förrän hela familjen dras in i en härva av lögner.

## Rollista (i urval)
- Erin Richards - Claire Lewis Jones
- Tom Cullen - Peter Burton
- Matthew Gravelle - Alun Lewis Jones
- Lloyd Meredith - Sonny Higgins
- Lauren Morais - Beca Lewis Jones